# Gabriele Laureani
Gabriele Laureani (* 14. September 1788 in Rom; † 14. Oktober 1849 ebenda) war ein italienischer Geistlicher, Bibliothekar und Archivar.

## Leben
Er war der Sohn des aus Nicotera stammenden Arztes Francesco Antonio Laureani und dessen Ehefrau Rosa Antonini. Gabriele Laureani studierte am Römischen Seminar. Nach der Priesterweihe wurde er Professor für griechische Literatur und Rhetorik am Collegio Romano. Ferner war er 1820 unter dem Schäfernamen Filandro Geronteo Mitglied der Accademia dell’Arcadia und 1828 deren Generalkustos. Papst Gregor XVI. ernannte ihn am 19. Oktober 1831 zum zweiten und am 12. Februar 1838 zum ersten Kustos der Vatikanischen Bibliothek und verlieh ihm 1838 den Titel Päpstlicher Hausprälat. Am  22. November 1843 wurde Gabriele Laureani Konsultor der Indexkongregation und am 2. Februar 1844 Kanoniker von St. Peter im Vatikan. Papst Pius IX. ernannte ihn am 13. Mai 1848 zum Mitglied des Hohen Rates (Alto Consiglio), dem Oberhaus des Kirchenstaates. Im Jahr 1849 verweigerte Gabriele Laureani den Eid auf die Römische Republik mit der Begründung, die Vatikanische Bibliothek gehöre dem Papst als Bischof von Rom und nicht als Oberhaupt des Kirchenstaates.

## Verdienste
Für die Vatikanische Bibliothek erwarb Gabriele Laureani im April 1840 den literarischen Nachlass des Archäologen Francesco Cancellieri (1751–1826).

## Werke
- Viri clarissimi Gabrielis Laureani Orationes, carmina et inscriptiones. Rom 1855 (postum).